# Love Song (빅뱅의 노래)
〈Love Song〉은 대한민국의 음악 그룹 빅뱅의 노래이다. 한국에서는 2년 3개월만에 컴백한 네 번째 미니 앨범 BIGBANG MINI 4의 스페셜에디션 빅뱅 스페셜에디션의 더블 타이틀곡으로 2011년 4월 8일 발매되었다. 빅뱅의 리더 G-Dragon과 Teddy가 공동 작사, 작곡한 곡으로 하우스 일렉트로닉 리듬에 록의 느낌을 더해 달콤한 멜로디와 몽환적인 분위기가 매력적이다. 특히 전체적으로 서정적이면서도 애잔한 멜로디로 사랑과 이별이란 주제를 오가는 독특한 구성의 노래이다.
뮤직 비디오는 전라남도 부안군 계화도 간척지에서 4일간 촬영 되었다. 와이어에 매달린 카메라가 하늘을 날아다니며 정확히 계산된 동선으로 움직이는 원신 원컷의 어려운 촬영기법으로 만들어졌고, 이를 위해 최첨단 장비인 4 POINT WIRE CAM과 4대의 대형크레인 등이 동원돼 제작비만 2억여원이 투입되었다. 슬로우 모션과 흑백 톤으로 처리되어 빅뱅의 블랙앤화이트(Black&White) 모노톤의 의상과 잘 어우러져 감성미가 돋보이는 영상을 선보이며, 특히 뮤직 비디오 마지막 장면에 차량이 하늘에서 떨어지면서 폭발하는 장면이 인상적으로 이는 마치 사랑하는 연인이 교통사고로 세상을 떠난 것 같은 모습을 연상케 한다는 평을 받았다.